# Rule 3:36
Albums de Ja Rule
Venni Vetti Vecci
(1999) Pain Is Love
(2002)
Singles
1. Between Me and You
Sortie : 16 juin 2000
2. Put It on Me
Sortie : 12 décembre 2000
3. I Cry
Sortie : 3 avril 2001

Rule 3:36 est le deuxième album studio de Ja Rule, sorti le 10 octobre 2000.
L'album s'est classé 1er au Billboard 200 et au Top R&B/Hip-Hop Albums et a été certifié triple disque de platine par la Recording Industry Association of America (RIAA) le 20 août 2001.

## Liste des titres
| No  | Titre | Contient un (des) sample(s) de                           | Durée |
| --- | --- | -------------------------------------------------------- | ----- |
| 1.  | Intro (Produit par Robert « Lil' Rob » Mays)                                                                  |                                                          | 1:14  |
| 2.  | Watching Me (Produit par Irv Gotti & Lil Rob)                                                                 |                                                          | 1:55  |
| 3.  | Between Me and You (featuring Christina Milian – Produit par Irv Gotti & Lil Rob)                             | Theme From Shaft d'Isaac Hayes                           | 4:10  |
| 4.  | Put It on Me (featuring Vita – Produit parTru Stylze & Irv Gotti)                                             |                                                          | 4:23  |
| 5.  | 6 Feet Underground (Produit par Irv Gotti et Self)                                                            | A New Argentina de Madonna                               | 5:05  |
| 6.  | Love Me, Hate Me (Produit par Robert « Lil' Rob » Mays & Lil Rob Co-produced Ja Rule)                         |                                                          | 4:44  |
| 7.  | Die (featuring Tah Murdah, Black Child et Dave Bing – Produit par Ty Fyffe & Irv Gotti)                       |                                                          | 4:37  |
| 8.  | Fuck You (featuring 01 et Vita – Produit par Dat Nigga Reb & Irv Gotti)                                       |                                                          | 4:13  |
| 9.  | I'll Fuck U Girl (Skit)                                                                                       | Face Down, Ass Up de Luke featuring 2 Live Crew          | 1:34  |
| 10. | Grey Box (Skit)                                                                                               |                                                          | 0:16  |
| 11. | Extasy (featuring Tah Murdah, Black Child et Jayo Felony – Produit par Irv Gotti et Robert « Lil' Rob » Mays) | It's Ecstasy When You Lay Down Next to Me de Barry White | 5:06  |
| 12. | It's Your Life (featuring Shade Sheist – Produit par Damizza)                                                 |                                                          | 4:30  |
| 13. | I Cry (featuring Lil' Mo – Produit par Irv Gotti et Robert « Lil' Rob » Mays)                                 | Cry Together des O'Jays                                  | 5:18  |
| 14. | One of Us (Produit par Robert « Lil' Rob » Mays & Irv Gotti)                                                  |                                                          | 5:57  |
| 15. | Chris Black (Skit)                                                                                            |                                                          | 3:02  |
| 16. | The Rule Won't Die (Produit par Robert « Lil' Rob » Mays & Irv Gotti)                                         |                                                          | 2:17  |